# Queen Bee (Band)
Queen Bee ist eine im Jahr 2009 gegründete Rock-/Punkband aus Kōbe. In Japan ist die Gruppe auch unter dem Namen Ziyoō-vachi (女王蜂 Joōbachi) bekannt.
Die Gruppe veröffentlichte ihre ersten EPs und Alben über das eigens gegründete Label Ziyoō Record, welches nach einer Unterschrift mit Sony Music Associated Records ein Sublabel von Sony Music Japan wurde.
Die Band beschreibt ihre Musik und ihr äußeres Auftreten selbst als „Fashion Punk“.

## Geschichte
Gegründet wurde Queen Bee Ende März des Jahres 2009 in der japanischen Großstadt Kōbe und besteht nach mehreren Besetzungswechseln aus Avu-chan (Gesang, E-Gitarre), Hikaru-kun (Leadgitarre) und Yashi-chan (E-Bass). Schlagzeugerin Ruri-chan, ein Gründungsmitglied der Gruppe und Schwester von Avu-chan, gab im September des Jahres 2023 aufgrund gesundheitlicher Probleme ihren Ausstieg bekannt. Die Musiker verwenden Pseudonyme.
Nachdem die Band in den Jahren 2010 und 2011 ihre ersten beiden EPs und ihr Debütalbum Majo-gari über eigenes Musiklabel Ziyoō Record veröffentlichten, wurde die Gruppe im weiteren Verlauf des Jahres 2011 von Sony Music Associated Records unter Vertrag genommen und das eigene Musiklabel zu einem Sublabel von Sony Music Japan.
Im Jahr 2013 gab die Gruppe bekannt, eine musikalische Auszeit vorzunehmen. In dieser Zeit wurde Sängerin Avu-chan angefragt, ob sie nicht Mitglied der Supergroup Gokumontō Ikka beitreten wolle, was sie schließlich tat.
Bis Februar 2023 veröffentlichte die Gruppe insgesamt acht vollwertige Studioalben, drei EPs sowie mehrere Singles, die sich größtenteils in den japanischen Album- und Singlecharts von Oricon positionieren konnten.
Neben den musikalischen Aktivitäten ist Avu-chan auch auf der Bühne zu sehen, wie etwa im Theaterstück The Rocky Horror Show, das im Jahr 2017 produziert wurde. Avu-chan spielte in dem Stück die Rolle des Charakters Columbia während die übrige Band als Teil des musikalischen Ensembles am Stück beteiligt war. Auch ist Avu-chan bereits als Synchronsprecherin in Anime-Fernsehserien in Erscheinung getreten. Die Musiker spielten zudem im Film Moteki, der auf der gleichnamigen Mangareihe basiert, mit.
Diverse Lieder der Gruppe wurden für verschiedenste Filmproduktion als Titelmusik verwendet, wie etwa im Realfilm zu Tokyo Ghoul und dessen Anime-Umsetzung Tokyo Ghoul:re, Oshi no Ko, Chainsaw Man, Dororo und Raven of the Inner Palace.
Im April des Jahres 2023 gab die Gruppe ihre ersten beiden Konzerte in den Vereinigten Staaten. Queen Bee spielten im Rahmen der Anime-Convention Sakura-Con in Seattle und gab anschließend ein Konzert in Los Angeles. Das erste Konzert der Gruppe außerhalb Japans absolvierten die Musiker im Juni des Jahres 2021 in Paris, Frankreich.

## Stil
Queen Bee ist musikalisch dem J-Rock zuzuordnen. Die Musiker vermischen verschiedenste Musikrichtungen wie etwa Punk, Kayōkyoku – ein Subgenre des J-Pop, die einer japanischen Version des Schlagers gleicht – und Disco miteinander.
Die Stimmbreite von Sängerin Avu-chan bewegt sich zwischen tiefem, guturalen Gesang und einem beeindruckend hohen Falsetto. In einem im Jahr 2011 geführten Interview mit der englischsprachigen Zeitung The Japan Times nannte Avu-chan Musikerinnen und Prominente wie Lady Gaga, Beyoncé, Perfume und die Kano-Schwestern als ihre persönlichen Einflüsse.
Die Bühnenoutfits, die die Mitglieder auf Konzerten tragen werden von Avu-chan entworfen und in Zusammenarbeit mit einem externen Modedesigner realisiert.

## Diskografie

### Studioalben und EPs
- 2010: Hime-sama Goranshin (EP, Ziyoō Record)
- 2010: Ōzoku Daigekirin (EP, Ziyoō Record)
- 2011: Majo-gari (Album, Ziyoō Record)
- 2011: Kujaku (Album, Ziyoō Record)
- 2012: Hebihime-sama (Album, Ziyoō Record)
- 2015: Kirei (Album, Ziyoō Record)
- 2015: Shisshin (EP, Ziyoō Record)
- 2017: Q (Album, Ziyoō Record)
- 2019: Jū (Album, Ziyoō Record)
- 2020: BL (Album, Ziyoō Record)
- 2023: Jūni Jigen (Album, Ziyoō Record)

### Singles
- 2011: France Ningyō no Noroi (Promo)
- 2011: Desco (Promo)
- 2015: Venus
- 2015: Baishun (feat. Ai Shinozaki oder Ryōhei Shima)
- 2015: Ikki Uchi (Promo)
- 2015: Kinkyū Jitai (Promo)
- 2015: Thriller (Promo)
- 2016: Keinsei (Split-Single mit Gokumontō Ikka)
- 2017: Shitsurakuen
- 2017: Dance Dance Dance
- 2017: Kinsei (feat. Daoko, Promo)
- 2018: Half
- 2018: Saiminjutsu
- 2019: Kaen
- 2019: Feels Like Heaven
- 2019: Holy War (Promo)
- 2020: BL (Promo)
- 2021: Yaten
- 2021: King Bitch
- 2022: Inu-hime
- 2022: Mysterious
- 2022: Violence
- 2023: Kaishun (feat. Hikari Mitsushima)
- 2023: Oil (Promo)
- 2023: Mephisto
- 2023: 01

### Videoalben
- 2011: Suzumevachi (Ziyoō Record)
- 2013: Hakuheisen (Ziyoō Record)
- 2017: A: Zenkoku Tour 2017 (Ziyoō Record)
- 2019: Flat: Hall Live 2018 (Ziyoō Record)
- 2021: Nippon Budōkan Tandoku Kōen 2days Hyper Black Love 20210224 Yaten Kekkō 20210225 (Ziyoō Record)

## Bibliografie
- QB Zukan. Wani Books, Tokio 2019, ISBN 978-4-8470-8201-6, S. 171 (japanisch, Originaltitel: qb図鑑.).
- QB Zukan II. Wani Books, Tokio 2024, ISBN 978-4-8470-8537-6, S. 182 (japanisch, Originaltitel: qb図鑑II.).

## Weiteres
Avu-chan, die als Komponistin und Textschreiberin unter dem Namen Avu Barazono aktiv ist, hat unter anderem afroamerikanische Wurzeln und ist eine von wenigen Künstlerinnen in der japanischen Musikbranche, die sich selbst als nicht-binär outete.